# Fettvävnad

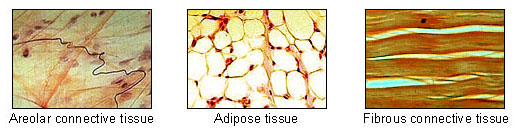
Olika typer av bindväv, med fettväv i mittenbilden.

Fettvävnad är en specialiserad bindväv som finns i den mänskliga kroppen. Fettvävnad består i huvudsak av fettceller.
Vävnaden har i huvudsak följande funktioner:
- Energilagring, fettväv lagrar energi i form av en stor fettdroppe i cellens cytosol. Där lagras fettsyror i form av triacylglycerol. Detta utgör kroppens största energireserv.
- Stötdämpande funktion, fettväv finns bland annat runt många delar av kroppen som behöver skyddas för stötar, exempelvis i fotsulan och bakerst i ögonhålan.
- Isolerande funktion, fettväv har en kraftigt isolerande funktion, och den hjälper till att isolera organ som är känsliga för temperatur.
- Hormonell funktion, fettväven utsöndrar många hormoner som kollektivt kallas för adiponektiner. Bland annat utsöndrar den leptin som hjälper till att reglera näringsintaget genom att påverka aptiten.
- Termogen funktion, bruna fettceller har termogenin, ett enzym som bryter protongradienten i elektrontransportkedjan. Detta gör att energin som bildas när fettet bryts ner inte kan användas av cellen utan istället bara genererar värme. Hos människor finns brun fettväv mest hos spädbarn, där den hjälper till att hålla barnets temperatur uppe.
- Glukosupptagande, då blodsockret är för högt efter till exempel en måltid och insulinet signalerar till fettvävnadens och musklernas celler att ta upp glukos (socker) från blodet för lagring och omvandling till energi.